# UTC+7
UTC+7 je vremenska zona koja se koristi u :

## Kao standardno vrijeme (cijela godina)
- Australija
  -  Božićni Otok
- Kambodža
- Indonezija (zapad)  
  - Centralni Kalimantan, Java, Sumatra, Zapadni Kalimantan
- Laos
- Mongolija  (krajnji zapad)
  - Khovd, Uvs i Bayan-Ölgii
- Tajland
- Vijetnam

## Kao standardno vrijeme (samo sjeverna hemisfera zimi)
- Rusija
  - Krasnojarsko vrijeme

## Kao ljetno vrijeme (samo sjeverna hemisfera zimi)
- Rusija
  - Omsko vrijeme